# Stora gölen (Lommaryds socken, Småland)
Stora gölen är en sjö i Aneby kommun i Småland och ingår i Motala ströms huvudavrinningsområde. Sjön har en area på 0,0896 kvadratkilometer och ligger 289,1 meter över havet.

## Delavrinningsområde
Stora gölen ingår i det delavrinningsområde (642420-142870) som SMHI kallar för Inloppet i Ören. Medelhöjden är 266 meter över havet och ytan är 36,46 kvadratkilometer. Det finns inga delavrinningsområden uppströms utan avrinningsområdet är högsta punkten. Röttleån som avvattnar avrinningsområdet har biflödesordning 2, vilket innebär att vattnet flödar genom totalt 2 vattendrag innan det når havet efter 230 kilometer. Delavrinningsområdet består mestadels av skog (64 %) och jordbruk (19 %). Avrinningsområdet har 0,95 kvadratkilometer vattenytor vilket ger det en sjöprocent på 2,6 %.